# Lumitel
 'Lumitel'  là một công ty  Truyền thông di động, cung cấp dịch vụ thoại, nhắn tin, dữ liệu và truyền thông của Burundi. Lumitel thuộc sở hữu của  Viettel Global JSC một Công ty Đầu tư Nhà nước lớn của Việt Nam đầu tư vào thị trường Viễn thông tại một số quốc gia trên toàn thế giới. Được thành lập vào năm 2013, Lumitel đã ra mắt dịch vụ của mình vào tháng 5 năm 2015. Công ty cung cấp dịch vụ cho hơn 3 triệu người dùng vàvà trở thành nhà mạng lớn nhất tại Burundi chỉ sau 1 tháng hoạt động. Đối thủ cạnh tranh chính của Lumitel là Econet Leo.
Lumitel đã bắt đầu thiết lập hệ thống 4G LTE ở Burundi vào năm 2016. Công ty cũng vận hành dịch vụ ví di động có tên Lumicash thành lập từ năm 2017, xổ số được ủy quyền vào ngày 24 tháng 11 năm 2020 bởi cơ quan xổ số quốc gia Burundi và ra mắt vào ngày 1 tháng 7 năm 2021. 
Tính đến năm 2021, Lumitel đã vận hành hơn 25.000 địa điểm bán hàng và sử dụng 43.000 người bán.

## Tập đoàn Viettel

Bản đồ các quốc gia có đầu tư của Viettel

| Châu Phi   | Châu Phi | Châu Mỹ    | Châu Mỹ | Châu Á    | Châu Á  |
| ---------- | -------- | ---------- | ------- | --------- | ------- |
| Burundi    | Lumitel  | Haiti      | Natcom  | Campuchia | Metfone |
| Cameroon   | Nexttel  | Perú       | Bitel   | Lào       | Unitel  |
| Mozambique | Movitel  |            |         | Myanmar   | Mytel   |
| Tanzania   | Halotel  | Đông Timor | Telemor |           |         |
|            |          | Việt Nam   | Viettel |           |         |